# Talbrücke Weinheim
Die Talbrücke Weinheim bei der rheinhessischen Stadt Alzey ist eine Brücke der Bundesautobahn 63. Sie gehört mit ihren 1260 Metern zu den 24 längsten Straßenbrücken in Deutschland und ist eine der längsten Talbrücken in Rheinland-Pfalz.

## Geschichte
Die Balkenbrücke aus Spannbeton wurde 1981 fertiggestellt. Sie liegt zwischen den Anschlussstellen (9) Erbes-Büdesheim und (10) Freimersheim. Sie überspannt das Selztal zwischen der Stadt Alzey (östlich) und deren Stadtteil Weinheim im Westen.

Durch die exponierte Lage sind leicht bzw. unbeladene Lastkraftwagen bereits bei starkem Wind sehr anfällig und es kann zu umgestürzten Anhängern kommen. So musste die Brücke beim Orkan Kyrill am 18./19. Januar 2007 sowie gut acht Jahre später ebenfalls Mitte Januar und Ende März 2015 aufgrund von Orkanböen sicherheitshalber für den LKW-Verkehr gesperrt werden. Beim Orkan Niklas wurde eine Geschwindigkeitsreduzierung auf 40 km/h statt der sonst erlaubten 100 km/h veranlasst. Nach dem Orkan Niklas wurde überlegt, ob die bisherigen provisorischen Geschwindigkeitsbegrenzungsschilder in Zukunft durch fest eingerichtete Verkehrszeichen ersetzt werden sollen, ebenso soll es vor der Brücke eine Warnanzeige bei starkem Wind geben. Eine Forderung von Kommunal-, Landes- und Bundespolitikern sowie der zuständigen Autobahnpolizei Gau-Bickelheim nach einem Windschutz an den drei Brücken rund um Alzey wurden von den zuständigen Ministerien in Berlin und Mainz abgelehnt. Als Begründung wurde genannt, dass die Talbrücken bei Dautenheim und Weinheim nicht als windbedingter Unfallhäufungspunkt gelten. 

„Erst wenn eine signifikante Unfallhäufung infolge Windeinwirkung vorliegt, wird die zuständige Straßenbauverwaltung des Landes prüfen, ob Windschutzmaßnahmen erforderlich sind“

Nach weiteren Unfällen durch das Sturmtief Egon am 13. Januar 2017 sowie massive Verkehrsbehinderungen am 11. März 2021 durch einen von Sturmtief Klaus umgekippten Anhänger wird erneut versucht, einen Windschutz auf den Brücken zu beantragen.

## Verkehrsbelastung
Bei den manuellen Straßenverkehrszählungen der Bundesanstalt für Straßenwesen, die alle fünf Jahre durchgeführt werden, wurde zwischen den Anschlussstellen Erbes-Büdesheim und Freimersheim eine „durchschnittliche tägliche Verkehrsstärke“ (DTV) von 26.200 Kraftfahrzeugen pro Tag mit einem 13,0-prozentigen Anteil des Schwerverkehrs (Busse, Lkw > 3,5 t zulässiges Gesamtgewicht mit und ohne Anhänger, Sattelzüge) an allen Kraftfahrzeugen 2010 festgestellt. Fünf Jahre zuvor waren es 2005 noch 21.900 Fahrzeuge (12,4 %) gewesen.